# بريتفي نارايان شاه
بريتفي نارايان شاه (بالنيبالية: पृथ्वीनारायण शाह)، (بالإنجليزية: Prithvi Narayan Shah)‏، ملك نيبال (في الفترة من 1722 حتى 1775) كان أول ملك لنيبال الموحدة. ويعود الفضل إليه في بدء حملة نيبال الموحدة, والتي قسمت واستضعفت تحت حكم مالا الكونفيدرالي. وهو سليل الجيل التاسع لدرافيا شاه [الإنجليزية] (من 1559 حتى 1570)، ومؤسس البيت الحاكم في جوركا. وخلف بريتفي نارايان شاه والده الملك نارا بهيبال شاه [الإنجليزية] على عرش جوركا عام 1743.

## النشأة
كانت أمه كايشاليواتي شاه (Kaushalyawati Shah) ولكن أمه الأولى هي من تولت رعايته. وبدأ يضع في اعتباره المصلحة العامة لشئون البلاد لأن والده كان يقضي معظم وقته في غرفـة الصـلاة. وكان لديه حُلم كبير في الاستحواذ على نواكوت (Nuwakot). وكانت أمه الأولى هي مثله الأعلى لولائه الكامل نحو توحيد نيبال الحديثة. وكانت جولاته في غوركا وأحاديثه مع الناس في الشئون العامة للقصر هي ما دفعه وساعده على تفهم احتياجات المواطنين في غوركا.[بحاجة لمصدر] فهو من سيسوديا راجبوت (Sisodia Rajput) من بغيتور (Chittor)، ولكن أجداده استوطنوا مقاطعة غوركا التي أطلق عليها فيما بعد اسم عشيرة المحارب غوركا الذين يجمعون بين العرق المنغولي الراجبوت.

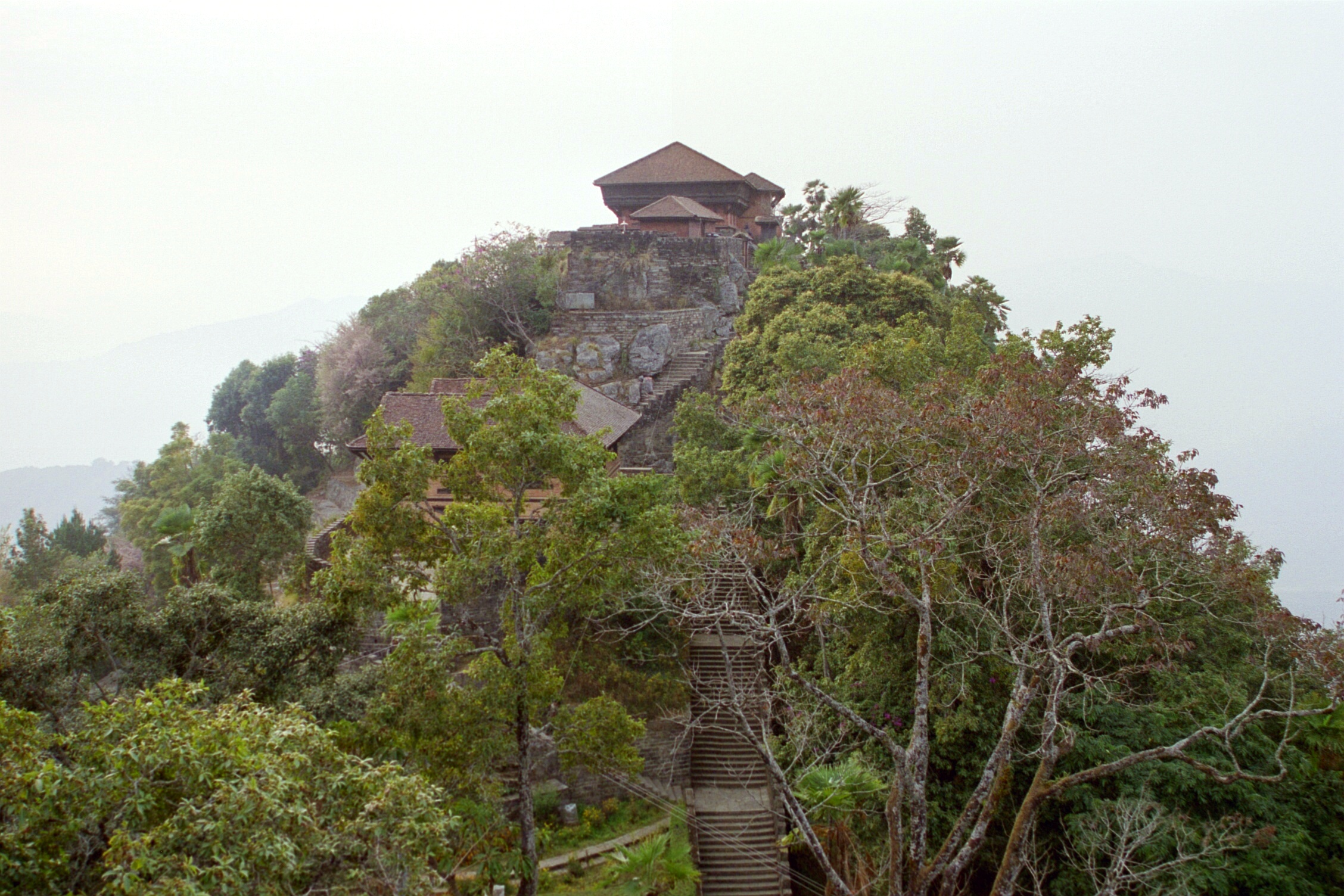
قصر الملك على هضبة في غوركا

## توحيد نيبال
بدأ الدخول الناجح للملك بريتفي نارايان شاه بتوحيد نواكوت، التي تقع بين كاتماندو ومقاطعة غوركا في عام 1744. وبعد نواكوت، استولى على مواقع إستراتيجية على الهضاب المحيطة بوادي كاتماندو. وبذلك انقطعت الاتصالات بين الوادي والعالم الخارجي. وأدى احتلال طريق كيوتي حوالي عام 1756 إلى إيقاف التجارة بين الوادي وإقليم التبت. وكان يهدف بذلك إلى إيقاف التبادل التجاري بين شعب نيوار الذين يعيشون في وادي كاتماندو والإمبراطورية الإسلامية المغولية في الهند.
نجح الملك بريتفي نارايان شاه في غزو كيرتيبور في المرة الثالثة بعد هزيمتين ثقيلتين.
وأخيرًا، دخل الملك بريتفي نارايان شاه الوادي بعد غزو كيرتيبور. وعقب ذلك، تمكن جايا براكاش مالا (Jaya Prakash Malla) ملك كاتماندو من الهرب مع زوجته ولجأ إلى باتان (Patan) في لاليتبور باتان. وعندما امتد الغزو إلى باتان بعد عدة أسابيع قليلة، لجأ كل من جايا براكاش مالا وملك باتان، تيج نارسينغ مالا (Tej Narsingh Malla)، إلى باكتابور، والتي تم غزوها أيضًا بعد فترة قصيرة. ومن ثم، غزا الملك بريتفي نارايان شاه وادي كاتماندو وجعل كاتماندو عاصمة لمملكة نيبال في عام 1768.[بحاجة لمصدر] وعقب وضع الملك بريتفي نارايان شاه أساس مملكة نيبال، تحول اهتمامه تجاه الشرق. فغزا أيضا مملكة سين شوداندي (Sen Kingdom of Choudandi) بحلول عام 1773، وضُمت فيجايبور (Vijaypur) إحدى ممالك سين بعد فترة قصيرة.

## الوفاة والإرث
نجح الملك بريتفي نارايان شاه، في توحيد الولايات الصغيرة في أمة واحدة، ألا وهي نيبال. وكان أمر التوحيد حاسمًا لأن قوات الاستعمار البريطانية كانت قد بدأت بالفعل في استعمار الممالك الصغيرة التي شكلت الهند المعاصرة. وقد كان الملك بريتفي نارايان شاه على اقتناع بأن القوات البريطانية في طريقها لغزو نيبال عاجلاً أو آجلاً، وفي الوقت الذي كانت فيه نيبال مقسمة لأكثر من 50 ولاية صغيرة، سيكون من السهل جدًا للبريطانيين استعمار نيبال. وكانت حملته بتوحيد نيبال طموحة للغاية، خاصة أنه كان ملكًا لمملكة صغيرة محاطة بممالك مجاورة قوية وذات نفوذ. ولكن الملك بريتفي نارايان شاه كان قادرًا على توحيد نيبال وأصبحت القوات النيبالية فيما بعد قادرة على مواجهة قوات الاستعمار البريطانية وحماية نيبال من الاستعمار.
وتوفي قبل تمكنه من تكوين إدارة قوية وفعالة لإدارة شئون بلاده الجديدة. توفي بريتفي نارايان شاه في يناير عام 1775 عن عمر يناهز 52 عامًا. وبعد وفاتة خلفه ابنه, براتاب سينغ شاه (Pratap Singh Shah) واستمرت حملته في توحيد نيبال عن طريق ابنه الأصغر بهادور شاه (Bahadur Shah).

## ديفيا أباديش (Divya Upadesh)
وضع الملك بريتفي نارايان شاه، بالإضافة إلى توحيد نيبال، المبادئ التوجيهية للسياسة الحكومية والوطنية والخارجية. ووضع أيضًا الملك بريتفي نارايان شاه في كتابه ديفيا أباديش 9 مبادئ شكلت جوهر الحياة السياسية والوطنية النيبالية. فعلى سبيل المثال، نجد أن ملاحظته أن نيبال هي دولة صغيرة بين صخرتين كبيرتين (في إشارة إلى الدولتين الضخمتين المحيطتين بنيبال وهما الصين والهند) ومن ثم يجب عليها مراعاة القوة (العسكرية) لجيرانها والسعي لاستخدام الدبلوماسية والقوة الناعمة في علاقاتها الخارجية، أثرت في السياسة الخارجية لنيبال منذ ذلك الحين.

## ألبوم الصور

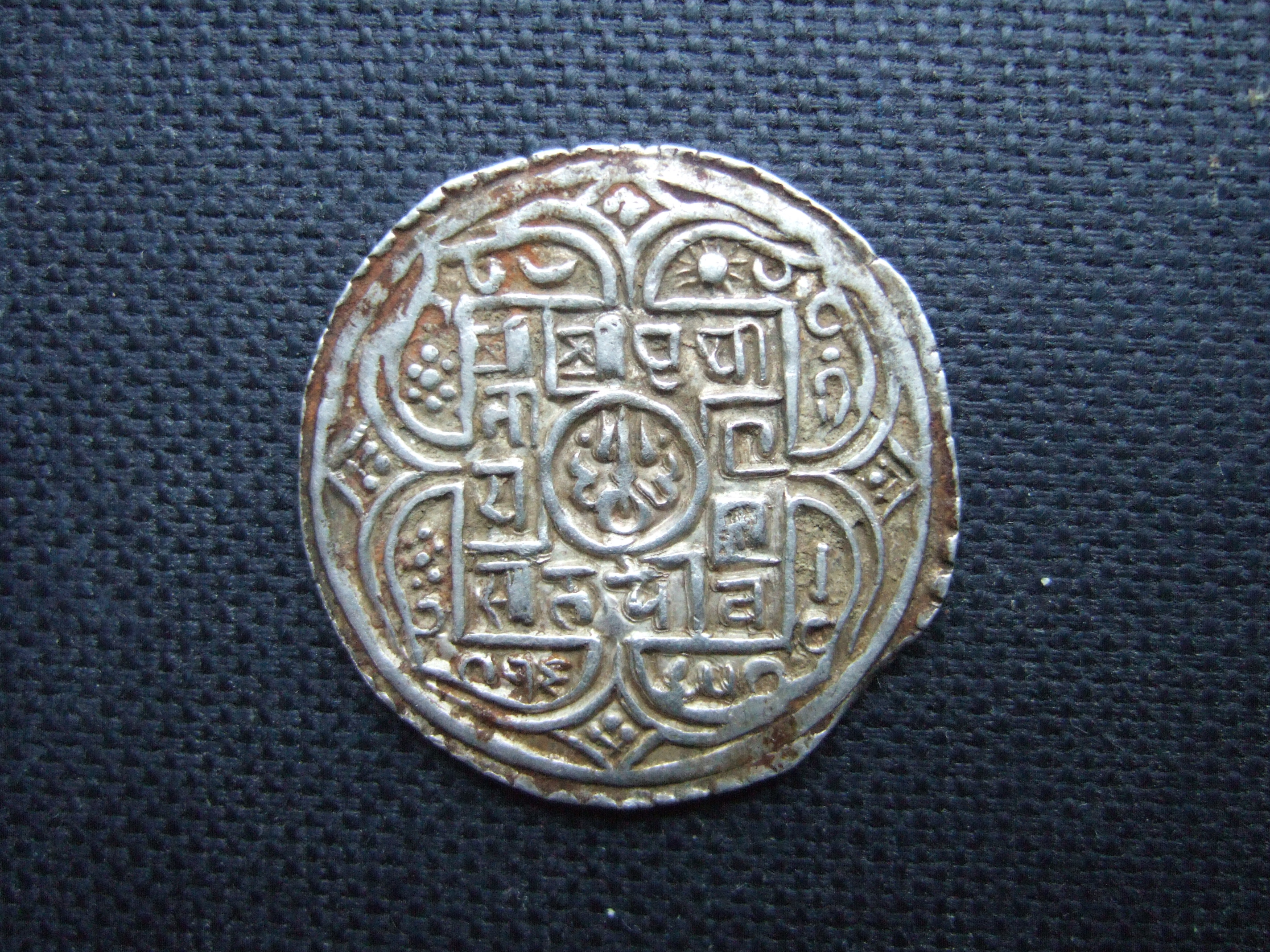
عملة المحار الفضية لبريتفي نارايان شاه, التي صُكت في عهد ساكا (Saka) عام 1685 (عام 1763 م) عندما كان ملكًا لباتان. (وجه العملة)
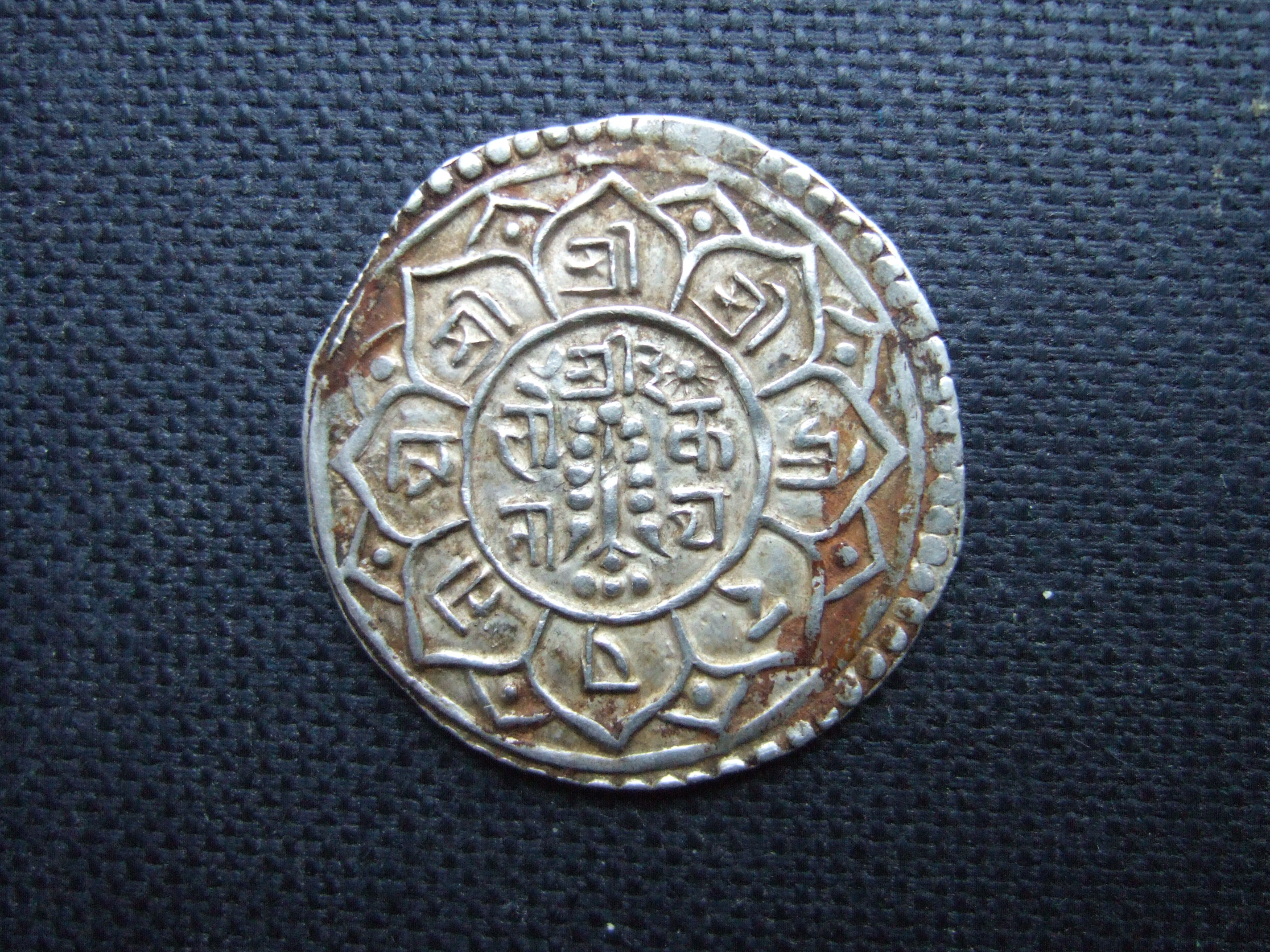
عملة المحار الفضية لبريتفي نارايان شاه, التي صُكت في عهد ساكا عام 1685 (عام 1763 م) عندما كان ملكًا لباتان. (ظهر العملة)

## وصلات خارجية
- History of Nepal